# Првобитна црна рупа
Првобитна црна рупа је хипотетички тип црне рупе који се не формира гравитационим колапсом велике звезде, већ екстремном густином материје присутне током ране експанзије универзума.
Према моделу Великог праска, током првих пар тренутака након Великог праска, притисак и температура су били врло високи. Под овим условима, просте флуктуације у чврстини материје су резултирали у локалним регионима, довољно чврстим да би створили црне рупе. Иако би већина региона високе чврстине могла брзо бити разуђени ширењем универзума, првобитна црна рупа би била стабилна, и преживела би до данашњих дана.
Сматрано је да првобитне црне рупе, посебно оне створене у масеном оквиру од 1014 kg до 1023 kg, могу бити кандидати за тамну материју. То се дешава због могућности да ће се и са овом малом масом понашати онако како се очекује од других честица кандидата за тамну материју. Налазећи се у типичном оквиру астероида, ово не обухвата црне рупе које су превише мале да би се одржале до данашњих дана, као ни те које су превише велике да би биле објашњене гравитационим посматрањима.

## Могуће откривање
Један од начина за откривање првобитних црних рупа јесте путем њихове Хокингове радијације. Стивен Хокинг је 1974. године представио теорију да велики број таквих малих првобитних црних рупа можда постоји и у Млечном путу региона галактичког ореола наше галаксије. Све црне рупе, према теорији, емитују Хокингову радијацију при брзини пропорцијалној њиховој маси. Узевши у обзир да емисија даље умањује њихову масу, црне рупе са врло малом масом би доживеле одбеглу евапорацију, што би довело до огромног излива радијације у финалној фази, која би била еквивалентна хидрогенској бомби која испушта милионе мегатрона експлозивне силе. Обична црна рупа (од скоро 3 пута соларне масе) не може изгубити сву своју масу у току садашњег животног века универзума (требало би им око 1069 година да до тога дође, чак и без утицаја икакве друге материје). Међутим, узевши у обзир да првобитне црне рупе нису створене колапсом звезданог језгра, могу бити било које величине. Црна рупа са масом од око 1011 килограма би имала животни век једнак животном веку самог универзума. Да су такве црне рупе са малом масом формиране у одређеном броју приликом Великог праска, могли бисмо да посматрамо неке од њих које су у релативној близини Млечног пута, наше галаксије. Фермијев гама-зраци свемирски сателит са телескопом, који је у власништву НАСА-е, лансиран у јуну 2008. године, је дизајниран делом ради потраге за таквим првобитним црним рупама које испаравају. Међутим, ако теоретска Хокингова радијација не постоји стварно, такве првобитне црне рупе би биле врло тешке, ако не и немогуће, за откривање у свемиру због своје мале величине и због мањка великог гравитационог утицаја. Предложено је да би мала црна рупа која пролази кроз Земљу произвела акустични сигнал који би се могао открити. Због свог маленог пречника, велике масе у поређењу са нуклеоном, и релативно великом брзином, такве првобитне црне рупе би просто прешле Земљу непресечене, са само пар удара у нуклеоне, изашавши из планете без икаквих нуспојава.
Други начин за откривање првобитних црних рупа јесте потрага за таласањима на површинама звезда. Ако би црна рупапрошла кроз звезду, њена густина би изазвала видљиве вибрације.

## Импликације
Испаравање првобитних црних рупа је предложено као једно од могућих објашњења за прасак гама-зрака. Ово објашњење се, међутим, сматра најмање могућим. Други проблеми за које су првобитне црне рупе предложене као решење су проблем тамне материје, космолошки проблем домена зида, и космолошки проблем магнетског монопола. С обзиром да првобитне црне рупе не морају бити мале (могу бити било које величине), првобитне црне рупе такође могу бити и доприносиоци каснијем формирању галаксија.
Чак и ако не представљају решење за ове проблеме, мали број првобитних црних рупа (године 2010. је потврђено постојање само две првобитне црне рупе) помаже космолозима стављајући ограничење на спектар густине флуктуација у раним данима универзума.

## Теорија струна
Општа теорија релативитета предвиђа да би најмање првобитне црне рупе до сада исчезле, али када би постојао четвородимензионални простор - као што предвиђа теорија струна – утицале би на то како се гранитација понаша на малим скалама и успорава њихово исчезавање врло успешно. То би могло да значи да постоји неколико хиљада првобитних црних рупа у нашој галаксији. Да би тестирали ову теорију, научници ће користити Ферми свемирски телескоп са гама-зрацима, који је НАСА лансирала у орбиту 11. јуна 2008. године. Ако уоче специфичне мале обрасце сметњи у оквиру праска гама-зрака, то би могао бити први индиректни доказ о постојању првобитних црних рупа у теорији струна.